# Enigmosaurus
Enigmosaurus là một chi khủng long, được Barsbold & Perle vide Barsbold mô tả khoa học năm 1983.